# Blois (cratera)
Blois é uma cratera marciana. Tem como característica 12.5 quilômetros de diâmetro. Deve o seu nome a Blois, uma cidade na França.